# Rainbow Girl
Rainbow Girl (Dori Aandraison del pianeta Xolnar) è un personaggio immaginario ed una supereroina DC Comics. Comparve per la prima volta in Adventure Comics n. 309 (giugno 1963) come una respinta ai provini per entrare nella Legione dei Super-Eroi. La sua seconda comparsa avvenne 25 anni più tardi in Who's Who in the Legion of Super-Heroes n. 5 come una socialite. Non ricomparve per altri 20 anni fino a quando Action Comics n. 862 la vide membro della Legione degli Eroi Sostituti, un'organizzazione di eroi adolescenti che esistono mille anni avanti a noi nel futuro.

## Biografia del personaggio
Dori Aandraison sperò di diventare una Legionaria come primo passò verso la carriera di holo-attrice (attrice di film olografici). Vinse un viaggio a Metropolis dove furono tenuti dei provini, e utilizzò i suoi poteri sotto il nome di "Miss Xolnar", ma sfortunatamente la Legione la rifiutò. Piuttosto che fare ritorno su Xolnar, sposò Irveang Polamar, un membro di una delle famiglie più ricce e antiche di Metropolis, così che potesse rimanere sulla Terra. Mentre lavorava alla propria biografia, non poteva scrollarsi di dosso l'ambizione di entrare nella Legione dei Super-Eroi, così abbandonò la sua vita corrente e si unì alla Legione degli Eroi Sostituti, anche se sentì che non ottennero sufficiente pubblicità che potesse giovare alla squadra.
Dori lavorò con i Sostituti, che divennero una cellula di resistenza quando la Terra fu vicina a diventare una società chiusa e xenofobica. Dori e i Sostituti aiutarono a rovesciare la rinnegata Justice League e salvarono la Terra da un'invasione da parte di una coalizione aliena.

## Poteri e abilità
Rainbow Girl possiede i poteri del misterioso Spettro emozionale facendola così passare in fretta da un umore all'altro. Fu in grado di toccare il rosso (ira), blu (speranza), e verde (volontà) quando lei e la Legione degli Eroi Sostituti giunsero in aiuto di Superman e la Legione dei Super Eroi nella loro battaglia contro la xenofobica Justice League of Earth. Durante gli eventi di La notte più profonda, Geoff Johns affermò che la giovane non comprendette a pieno i suoi poteri e che li utilizzava per divertirsi.
Nella sua prima comparsa, Rainbow Girl riuscì a creare un campo di feromone che la circondò di una luce brillante simile ad un arcobaleno, donandole una personalità irresistibile per gli altri.
La colonna Bits of Legionnaire Business presente in Adventure Comics n. 340 (gennaio 1966) elencò un numero di suggerimenti dei fan per i nuovi membri della Legione, inclusa una Rainbow Girl differente che possedeva il potere di separarsi in quattro diverse versioni di sé: rossa (calore), blu (gelo), gialla (lucentezza), e verde (kryptonite).